# Bob Huff
Bob Huff (nacido el 9 de septiembre de 1953) es un político de los Estados Unidos, quien es un miembro republicano de la Asamblea del Estado de California, representando la Asamblea del 60° Distrito, la cual incluye porciones de los condados de Los Ángeles, Orange y San Bernardino. Ha servido a ese cuerpo desde diciembre de 2004. Residente de Diamond Bar (California), él ha servido al Concejo de la Ciudad de 1995 hasta 2004 y fue alcalde en 1997 y 2001.

## Vida personal y carrera política temprana
Nacido en Calexico (California), Huff creció en la granja de su familia en el Imperial Valley. Huff asistió al Westmont College en Santa Bárbara, donde consiguió una licenciatura en psicología, graduándose con honores.
La mayoría de su experiencia profesional y en negocios ha sido en la industria agricultora. Trabajando por medio de su categoría hasta transformarse en el vicepresidente más joven, en una corporación de manejo de granos, se volvió el gestor y dueño de la Ray S. French Company, una compañía independiente de venta al por mayor, poco después de que él mudó a su familia a Diamond Bar en 1983. Huff y su esposa, Mei Mei, tienen tres hijos y una hija.
Con un enfoque en las cuestiones de transportación, Huff fue delegado de Diamond Bar en el Grupo Político de Transportación de las Cuatro Esquinas y fue vicepresidente del Consejo de Gobiernos de San Gabriel Valley. Fue presidente del Consejo Ejecutivo del Tránsito de Estribación y presidente fundador y Miembro del Consejo Ejecutivo de la Autoridad de Construcción del Este de Alameda Corridor.

## Comisionado
Huff es el vicepresidente de la Asamblea del comité de Transportación y del Comité Selecto de Educación Urbana. También es miembro del Comité de Educación, del Subcomité de Presupuesto en Fondos de la Educación y del Selecto Comité en Puertos.

## Legislación
Como uno de los propulsores de la reforma del sistema escolar de California, Huff firmó una ley garantizando más fondos para los estatutos escolares públicos. Volviendo a los asuntos de presupuesto, a Huff le gustaría que se use la creciente economía de Los Ángeles para pagar las deudas del estado para terminar con su déficit estructural y tomar un porcentaje del desarrollo presupuestal para crear un ingreso corriente para las necesidades de infraestructura.

## Rankings, premios y reconocimiento
Huff recibió el 100% de los votos legislativos de la Asociación de Contribuyentes de California, la Cámara de Comercio de California la Federación de Oficinas de Granja de California y la Asociación de Manufactureros y Tecnología de California. También fue premiado con el Premio al Distinguido Servicio Local en Transportación 2005 de la Asociación de Tránsito Público Estadounidense y el Líder Destacado de la Comunidad de 2005 por el Boy Scouts of America Old Baldy Council.